# Force de dissuasion nucléaire française

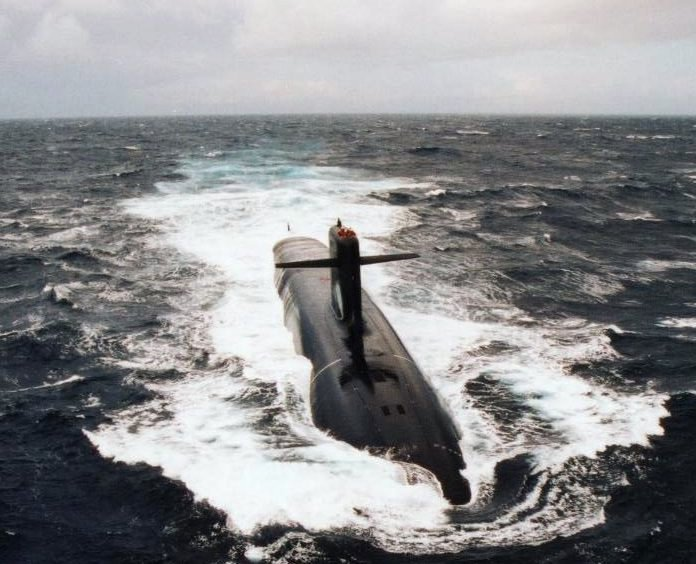
Die Triomphant-Klasse strategischer Atom-U-Boote stellt den maritimen Teil der französischen Nuklearstreitkräfte dar

Die Force de dissuasion nucléaire française ‚Französische nukleare Abschreckungsstreitmacht‘, umgangssprachlich auch Force de frappe ‚Schlagkraft‘ ist die Atomstreitkraft der Französischen Streitkräfte.

## Bezeichnung
Die Atomstreitmacht wurde als Force de frappe gegründet, wie sie noch heute umgangssprachlich genannt wird. Im amtlichen Sprachgebrauch wird fast ausschließlich von der Force de dissuasion gesprochen, da dissuasion, „Abschreckung“ (von französisch dissuader ‚abbringen‘) wesentlich diplomatischer und zurückhaltender klingt als frappe (Schlag).

## Hintergründe der Entstehung
Offiziell gibt es die Force de frappe seit 1958, als während einer entscheidenden Phase des Kalten Krieges die nukleare Bewaffnung der französischen Streitkräfte vom Präsidenten der eben gegründeten Fünften Republik, Charles de Gaulle, offiziell beschlossen wurde. Die Umbenennung in Force de dissuasion nucléaire erfolgte 1961.
Entsprechende Überlegungen gab es bereits in der Vierten Republik unter Ministerpräsident Mendès France.
Die nukleare Bewaffnung war ursprünglich als Abschreckung gegen die Bedrohung durch das Militärpotential des Warschauer Pakts (UdSSR und ihre Verbündeten bzw. Satellitenstaaten) gedacht. Daneben bestand die Absicht, sich aus der Abhängigkeit von den USA in Fragen der Militärstrategie zu lösen und Frankreich erneut zur Großmacht aufzuwerten. 1958 strebte der Algerienkrieg seinem Höhepunkt zu. Im Januar des Jahres traten die Römischen Verträge zur Gründung der EWG in Kraft; Ende November sah sich der Westen mit dem Berlin-Ultimatum Chruschtschows konfrontiert. Frankreich war damals noch eine Kolonialmacht mit umfangreichen Besitzungen in Afrika; 14 von ihnen wurden allerdings im Afrikanischen Jahr 1960 unabhängig.
Am 13. Februar 1960 führte Frankreich in Algerien einen ersten Kernwaffentest durch; drei weitere folgten. Alle vier waren oberirdische Tests in einem besiedelten Gebiet in der algerischen Sahara nahe Reggane. Bis zu 30.000 Menschen erlitten dadurch in der Folgezeit Schäden.
1964/65 wurden die ersten Mirage-IV-Bomber in Dienst gestellt. Damit war zunächst die Luft-Komponente der französischen Nuklearstreitmacht einsatzbereit. Die Force de dissuasion erstreckte sich im weiteren Ausbau über alle Bestandteile der „Nuklearen Triade“ (Luft, Land, See), wobei die landgestützten Waffen heute weggefallen sind. Frankreich ist derzeit viertstärkste Atommacht der Welt – nach den USA, Russland und China und vor Großbritannien.

## Geschichte und Zukunft

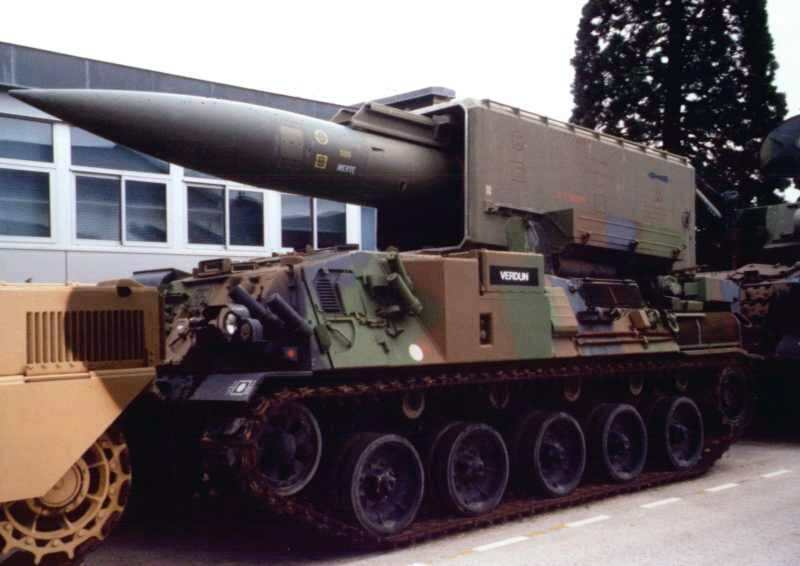
Eine mobile Abschussrampe für Pluton-Kurzstreckenraketen

### Die Ausrüstung damals und heute
Die luftgestützte Funktion übernahm zunächst der Überschallbomber Mirage IV mit einer Reichweite von 1500 Kilometern. Das Operationszentrum der Forces aériennes stratégiques (FAS; die 1964 gegründeten strategischen Luftstreitkräfte) befindet sich in unterirdischen Bunkern in Taverny in der Nähe von Paris. Es soll 2011 in das bisher schon bestehende weitere Operationszentrum der Base aérienne 942 Lyon-Mont Verdun bei Lyon verlegt werden.
 Von dort aus werden (Stand: 2008) u. a. 50–60 mit Kernwaffen bestückbare Mirage 2000N kommandiert, deren Kampfradius rund 1500 km beträgt. Die Überschallmaschinen sind derzeit mit der ASMP-Lenkwaffe von etwa 300 km Reichweite ausgerüstet. Zwei Staffeln sind in Luxeuil-les-Bains südwestlich Straßburgs stationiert, eine dritte in Istres nordwestlich von Marseille.
Als seegestützte Trägermittel dienen seit 1971 atombetriebene U-Boote, die Force océanique stratégique (FOST), die mit SLBMs bestückt sind; gegenwärtig die Triomphant-Klasse. Frankreich unterhält insgesamt vier sous-marin nucléaire lanceur d'engins (SNLE, deutsch: Atom-U-Boot mit Raketenstartrampen), von denen zwei ständig auf hoher See einsatzbereit gehalten werden. Jedes dieser U-Boote verfügt über 16 Raketen, derzeit noch vom Typ M45 mit jeweils bis zu sechs autonomen Atomsprengköpfen (MIRV) und einer Reichweite von 6000 Kilometern.

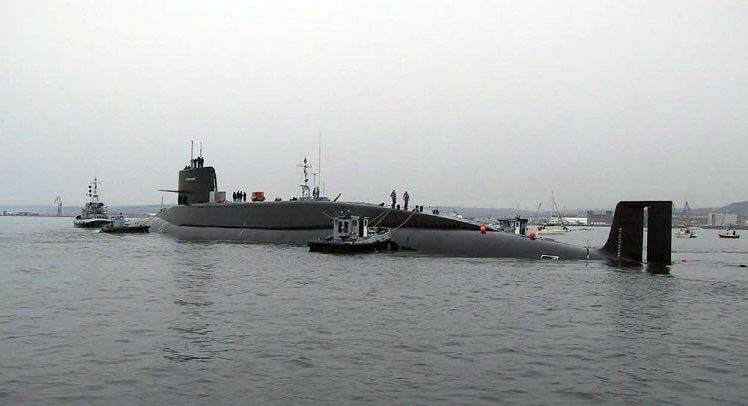
Le Redoutable (‚Der Furchterregende‘), das erste französische Atom-U-Boot

M45 und M51 Interkontinentalraketen in den Hüllen der französischen Atom-U-Boote SNLE (Typ Redoutable, links) und SNLE-NG (Typ Triomphant, rechts)

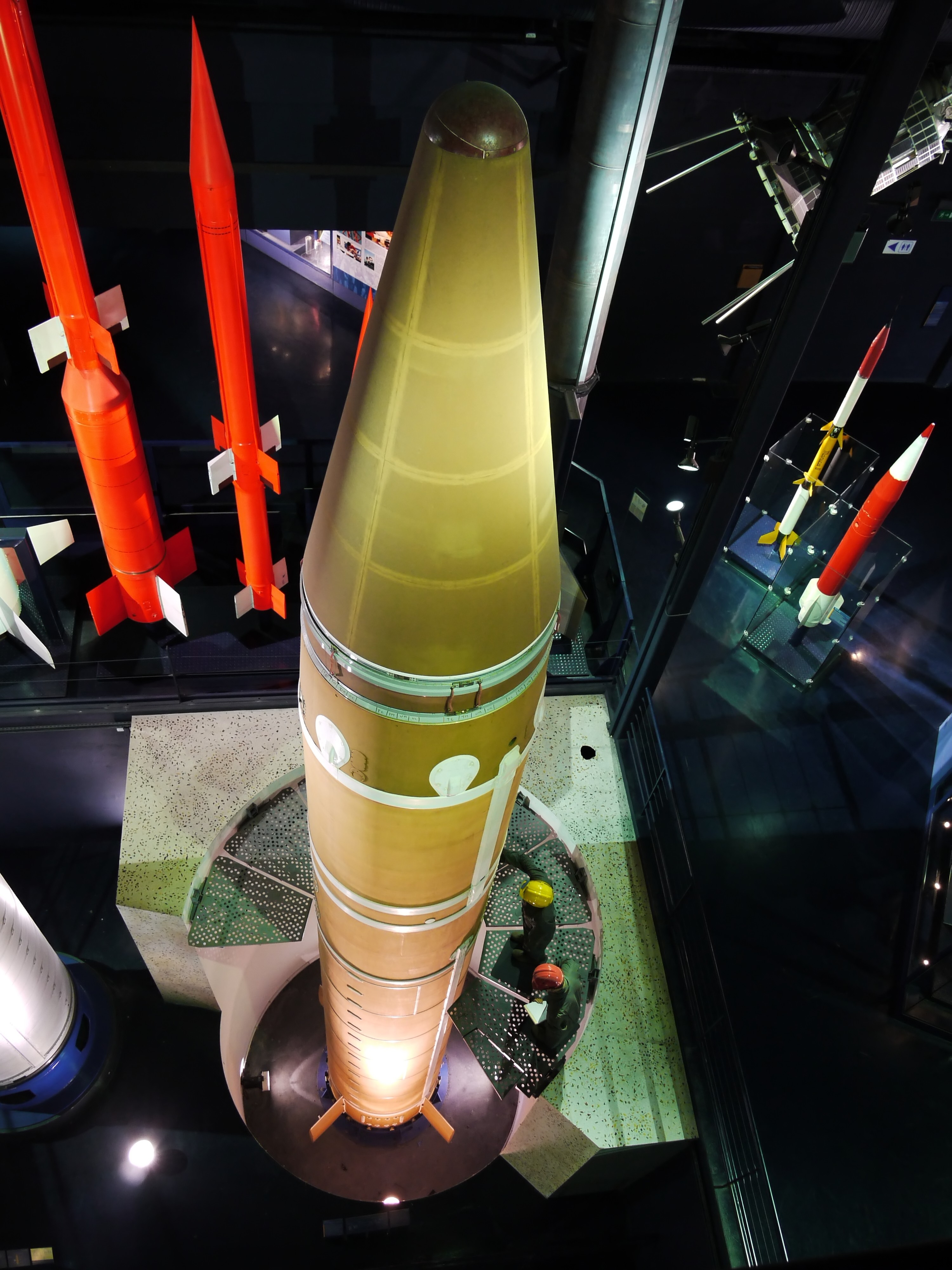
Die SSBS S3, die Silo-gestützte Interkontinentalrakete war lange eine wichtige Komponente der landbasierten Nuklearmacht, Museum für Luft- und Raumfahrt Paris, Le Bourget (Frankreich)

Der Heimathafen der FOST ist die Île Longue vor Brest. Ihr Führungszentrum lag bis 2000 in Houilles (Département Yvelines) und befindet sich heute ebenfalls in Brest. Bei der FOST dienen rund 2300 Mann. Rund die Hälfte des Haushalts der Force de dissuasion wird für sie aufgewandt. Außerdem verfügt die Marine noch über eine Staffel der Aéronavale mit 10 Kampfflugzeugen vom Typ Dassault Super Étendard. Sie haben etwa 1800 km Reichweite, können ebenfalls ASMP-Lenkwaffen tragen und sind u. a. an Bord des Flugzeugträgers Charles de Gaulle stationiert.
Ab 2009/10 sollen die nuklearfähigen Mirage 2000N und Super Étendard der Luftwaffe und Marine durch Dassault Rafale ersetzt werden.
Landgestützt waren ab 1971 (im französischen Sprachgebrauch als Interkontinentalraketen bezeichnete) Mittelstreckenraketen des Typs SSBS S2 mit Einzelsprengkopf von 120 Kilotonnen, ersetzt ab 1980 durch SSBS S3 mit jeweils 1,2 MT Sprengkraft. Auf dem Plateau d'Albion im Département Vaucluse (Base aérienne 200 Apt-Saint-Christol (44° 3′ N, 5° 30′ O)) begannen in den 1960er Jahren die Bauarbeiten für vier unterirdische Silostellungen zur Stationierung dieser strategischen ballistischen Raketen von über 3000 km Reichweite. Im Endausbau waren auf diesem Stellungssystem nördlich von Apt – als Base aérienne 200 ebenfalls den strategischen Luftstreitkräften zugeordnet – 18 Raketen installiert. Von einer bis etwa 1980 geplanten Aufstockung auf 27 Flugkörper sah man schließlich vor allem aus Kostengründen ab. Die S3 wurden gemäß einer Anordnung von Staatspräsident Jacques Chirac vom September 1996 demontiert und die Silostellungen aufgelassen, wobei einige heute zivilen Zwecken dienen. Gleichzeitig verfügte Chirac auch die Einstellung der Atomversuche. Außerhalb der eigentlichen Force de frappe waren im französischen Heer mehrere Artillerieregimenter mit mobilen taktischen Kurzstreckenraketen vom Typ Pluton (bis 1993) und Hades (1984 bis 1997) vorhanden. Taktische Kampfflugzeuge der Armée de l'air (Dassault Mirage III, SEPECAT Jaguar) waren ebenfalls für den Nuklearwaffeneinsatz vorgesehen.
1992 bekundete Frankreich seine Absicht, kein Plutonium für Atomwaffen mehr herstellen zu wollen. Die Produktion in der Nuklearanlage Marcoule (1958 bis 1992) wurde gestoppt und ab 1998 begann der Rückbau der Wiederaufbereitungsanlage. Plutonium für zivile Zwecke wird weiterhin in der Wiederaufarbeitungsanlage La Hague produziert.
Aus Sicherheitsgründen wurde für einen Einsatz der Kernwaffen ein mehrstufiges System geschaffen, das verkürzt als „Atomschlüssel“ bezeichnet wird. Die erste Stufe ist ein elektronischer Zahlencode, mit dem der Präsident den so genannten Atomkoffer öffnen kann. Mit dem Koffer werden die Kernwaffen aktiviert. Dieser Code wird regelmäßig verändert. Der Präsident muss ihn auswendig lernen. Unterstützt von einem Offizier wählt der Präsident im Ernstfall im Atombunker zehn Meter unter dem Élysée-Palast aus einer vorgegebenen Liste die Ziele aus. Der 1978 geschaffene Atombunker „Jupiter“ ist 15 mal 30 Meter groß und nur dem Präsidenten und wenigen Beratern zugänglich. Der Kommandoraum hat eine Direktverbindung zum unterirdischen Kommandozentrum in Taverny bzw. künftig Mont Verdun.
Über wie viele Sprengköpfe Frankreich tatsächlich verfügt, bleibt Staatsgeheimnis. Vor 2009 wurde ihre Zahl auf 288 U-Boot-gestützte geschätzt. Beim Stapellauf des letzten U-Bootes, der Le Terrible, im März 2008 kündigte Präsident Nicolas Sarkozy an, die Zahl der Sprengköpfe um ein Drittel zu reduzieren, womit die Zahl deutlich unter 300 liegen würde. Im Jahre 2016 werden die französischen Kernwaffen mit 48 Raketen vom Typ M51 und 54 Raketen vom Typ ASMPA angegeben.
2022 wird der Bestand der Sprengköpfe auf 290 beziffert.

### Weiterentwicklung
Nach der Indienststellung der „unterseeischen Raketenabschussrampen“ Le Triomphant 1997 und Le Téméraire Ende 1999 soll die Technologie offenbar auf diesem Feld besonders vorangetrieben werden. Ende 2004 wurde Le Vigilant den Streitkräften übergeben. Bis 2010 sollte die Raketenserie M51 auf dem am 21. März 2008 vom Stapel gelaufenen U-Boot Le Terrible einsatzbereit sein. Die M51 soll eine Reichweite von 8000 Kilometern haben. Der erste seegestützte Testschuss fand am 27. Januar 2010 statt.
Vor dem Hintergrund des Verzichts auf Atomtests stellte die Regierung 2004 rund 388 Millionen Euro für ein Simulationsprogramm bereit, bei dem u. a. ein Supercomputer und Laser-Technik eingesetzt werden. Das Resultat ist die weltweit erste Indienststellung eines nuklearen Waffensystems, das ohne realen Nukleartest entwickelt wurde. Die ASMP-A, eine luftgestützte Mittelstreckenrakete, wurde der Öffentlichkeit im Jahre 2009 vorgestellt.

### Kosten
Die Force de dissuasion verursacht jährliche Kosten von mehr als drei Milliarden Euro, was rund einem Zehntel des französischen Verteidigungsetats entspricht. Sie ist auch in Militärkreisen umstritten, weil man befürchtet, dass dadurch die konventionelle Bewaffnung ins Hintertreffen gerät. Allein für die Entwicklung neuer nuklearer Waffentypen waren in dem von 2003 bis 2008 geltenden militärischen Planungsrahmen rund 17 Milliarden Euro veranschlagt.

### Kernwaffentests
Die im Pazifischen Ozean gelegenen Inseln Mururoa und Fangataufa wurden von 1966 bis 1996 als Testgelände Frankreichs für 210 Kernwaffenversuche genutzt. Dies ist vor dem Hintergrund zu sehen, dass Frankreich keinen Zugriff mehr auf die Testorte in Algerien hatte, das 1962 unabhängig wurde.

## Wandel der Nukleardoktrin?
Schlagartig ins Blickfeld der Öffentlichkeit geriet die Force de dissuasion nucléaire erneut am 19. Januar 2006, als der französische Staatspräsident Jacques Chirac im Zusammenhang mit der diplomatischen Krise um das Atomprogramm des Iran „Anführern“ von Staaten, die terroristische Mittel einsetzen, mit Vergeltung „in nicht-konventioneller Form“ drohte. Allerdings hatte sich Frankreich schon seit spätestens 2003 dezidiert vorbehalten, Atomwaffen gegen „Schurkenstaaten“ einzusetzen (vgl. Weblinks). Dazu wurde unter anderem die Bestückung der seegestützten Raketen reduziert, um auch Schläge unterhalb der Schwelle des nuklearen Overkills ausführen zu können. Man könne nicht nur die Wahl zwischen [der vollständigen] Vernichtung (des Feindes) und [dem eigenen] Untergang haben, so Chirac. Ob das französische Militär jedoch die zeitweilig beabsichtigte Entwicklung von „Mini-Nukes“ (Atomwaffen mit „begrenzter“ Wirkung) eingestellt hat, ist derzeit unklar (Stand: Anfang 2006). Bislang waren die seegestützten Raketen überwiegend mit Mehrfachsprengköpfen (MIRVs) ausgerüstet, die im Fall eines Abschusses für großflächige, also weitgehend unterschiedslose Verheerungen im Zielgebiet gesorgt hätten.
Allerdings scheint nach wie vor unumstritten zu sein, dass die französische Nuklear-Doktrin keine atomaren preemptive strikes („vorbeugende Schläge“) vorsieht – mit der Einschränkung freilich, dass man sich etwa im Rahmen der NATO-Strategie im Fall eines bereits entfesselten konventionellen Krieges insgesamt einen first strike (den atomaren Erstschlag) vorbehält, und das bereits seit Jahrzehnten. Gegenüber der NATO-Strategie hat Frankreich ohnehin einige Vorbehalte, was in Frankreichs Doktrin darin seinen Niederschlag findet, dass man bei der Fähigkeit zu weltweiten Militäroperationen auf keinerlei Bündnispartner angewiesen bleiben will.

## Debatte um deutsche Teilhabe
Bereits in den frühen 1960er Jahren gab es innerhalb der deutschen Politik Bestrebungen zu einer engeren Anlehnung an die französische Nuklearmacht. Im Jahr 1963 gab es einen Vorstoß des außenpolitischen Arbeitskreises der CDU/CSU-Bundestagsfraktion um Heinrich von Brentano, Karl Theodor zu Guttenberg und Franz Josef Strauß hin zu einer stärkeren Integration Deutschlands in die französische nukleare Abschreckung. Hintergrund war ein Wechsel in der US-amerikanischen Außenpolitik sowie Pläne für eine amerikanische Truppenverringerung in Europa unter John F. Kennedy, der 1961 die Präsidentschaft von Dwight D. Eisenhower übernommen hatte.
Im Gegensatz zu Eisenhower, und insbesondere dem unter Eisenhower amtierenden Außenminister John Foster Dulles, trat Kennedy in den Augen des konservativen politischen Lagers in Deutschland zu versöhnlich gegenüber der Sowjetunion auf.

„Bei fortdauernder Entspannung und angesichts des Aufbaus der Bundeswehr sowie der Möglichkeit, ganze Divisionen auf dem Luftwege schnell zu transportieren, erwäge die amerikanische Regierung, eine Division aus Deutschland zurückzuziehen, um Kosten einzusparen. [...] Der jetzigen Administration in Washington könne nicht mehr - wie ihren Vorgängern zu Zeiten von Eisenhower und Dulles - voll vertraut werden, daß sie deutsche Interessen immer vollauf berücksichtige; deshalb solle die Bundesrepublik sich enger an de Gaulle anschließen und zusammen mit Frankreich auch den Aufbau einer unabhängigen europäischen Atommacht betreiben.“

Ein solcher Schritt hätte jedoch laut dem damaligen Außenminister Gerhard Schröder für die Bundesrepublik lediglich ein Überwechseln von atomarer US-Vormundschaft zu französischer Vormundschaft ergeben, „in jedem Falle bleibe es bei atomarer Zweitrangigkeit Deutschlands“. Hinzu kam, neben einem Zweifel am Grad der durch Frankreich gewährten Mitsprache, die erwartet höheren Kosten, da Frankreich eine erheblich größere deutsche Finanzbeteiligung verlangen würde. Für den Vorschlag ließen sich – wie auch zu späteren Zeitpunkten – im Parlament keine Mehrheiten finden.
Nach Informationen, über die der Spiegel verfügen will, bot 2007 der französische Präsident Nicolas Sarkozy der deutschen Bundesregierung (Kabinett Merkel I) die Teilhabe an der Entscheidungsgewalt über die französischen Atomwaffen an. Kanzlerin Angela Merkel und Außenminister Frank-Walter Steinmeier lehnten dies laut Spiegel jedoch einhellig ab.
2017 befürwortete der Beiratsvorsitzende des Londoner International Institute for Strategic Studies (IISS), François Heisbourg, eine deutsche Mitfinanzierung der geplanten Modernisierung der Force de frappe. Damit hätte ein begrenztes Mitspracherecht verbunden sein können. Dies wäre unvereinbar mit dem seinerzeit im Entwurf vorliegenden Atomwaffenverbotsvertrag (Artikel 1, Absatz 1c). Der Entwurf wurde 2017 unter 132 UN-Staaten behandelt. Seit 22. Januar 2021 ist der Atomwaffenverbotsvertrag dann in Kraft getreten. Die deutsche Bundesregierung boykottierte diesen Prozess. Die Opposition aus Linken und Grünen forderte eine Beteiligung am Atomwaffenverbotsvertrag.